# Повіт Сунто
Пові́т Сунто́ (яп. 駿東郡, すんとうぐん, МФА: [suntoː guɴ]) — повіт  в префектурі Сідзуока, Японія. 
На півдні межує з містом Ґотемба, на півночі з префектурами Яманасі та Канаґава.
До складу повіту входять містечка Наґаїдзумі, Сімідзу та Ояма.